# Bismarckia nobilis
Bismarckia nobilis là loài thực vật có hoa thuộc họ Arecaceae. Loài này được Hildebr. & H.Wendl. mô tả khoa học đầu tiên năm 1881.

## Hình ảnh

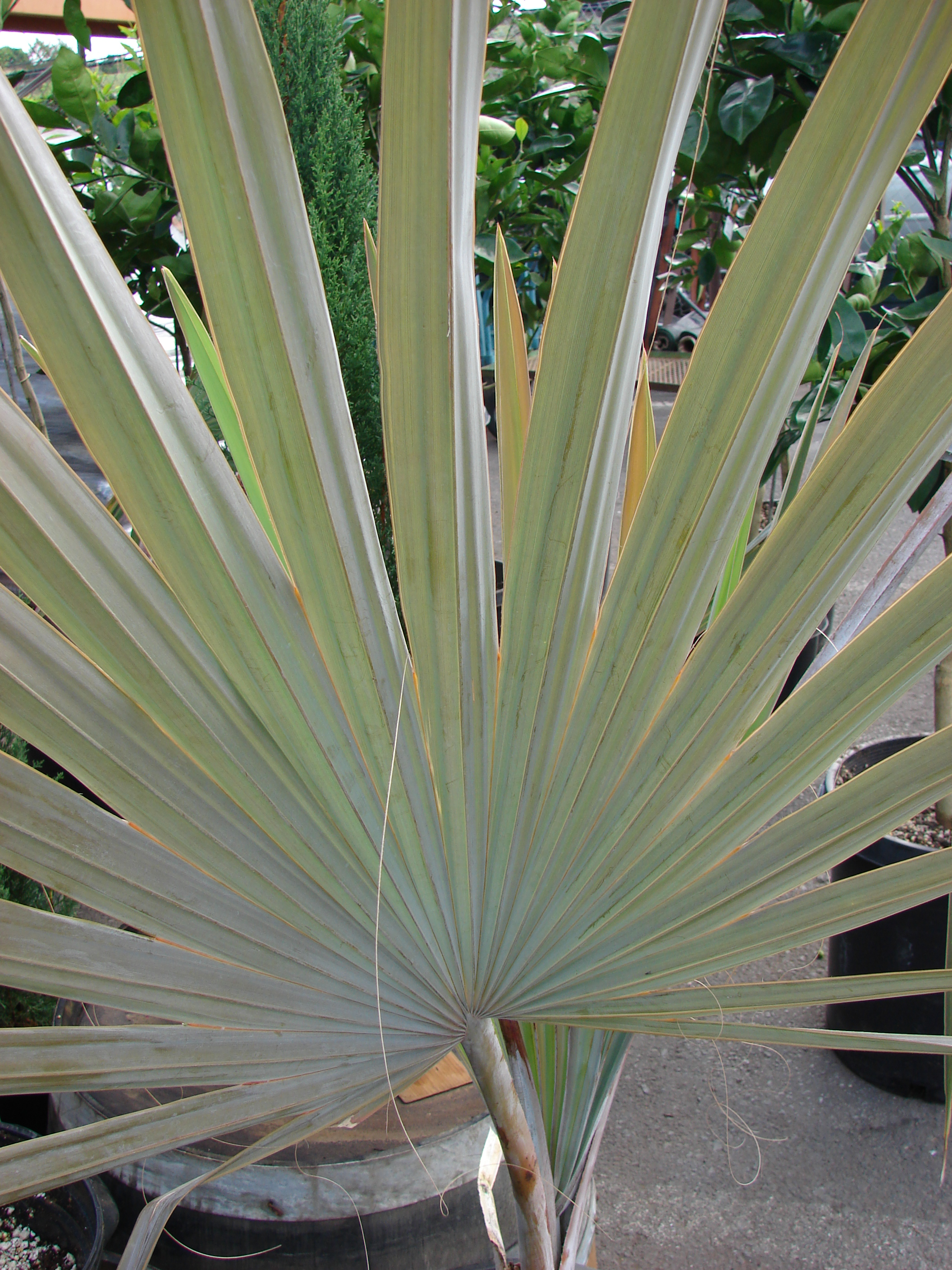
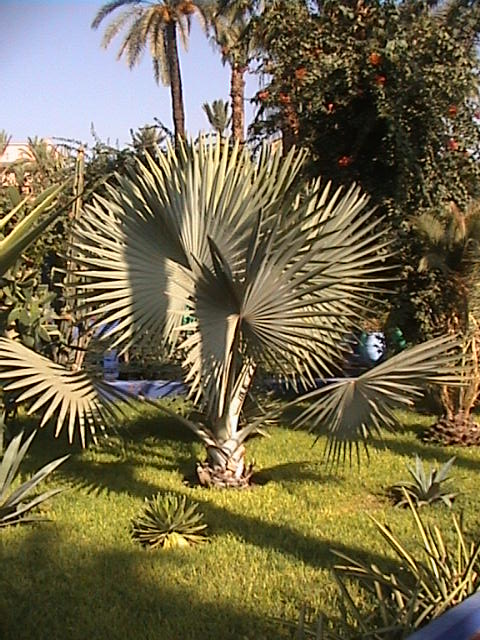
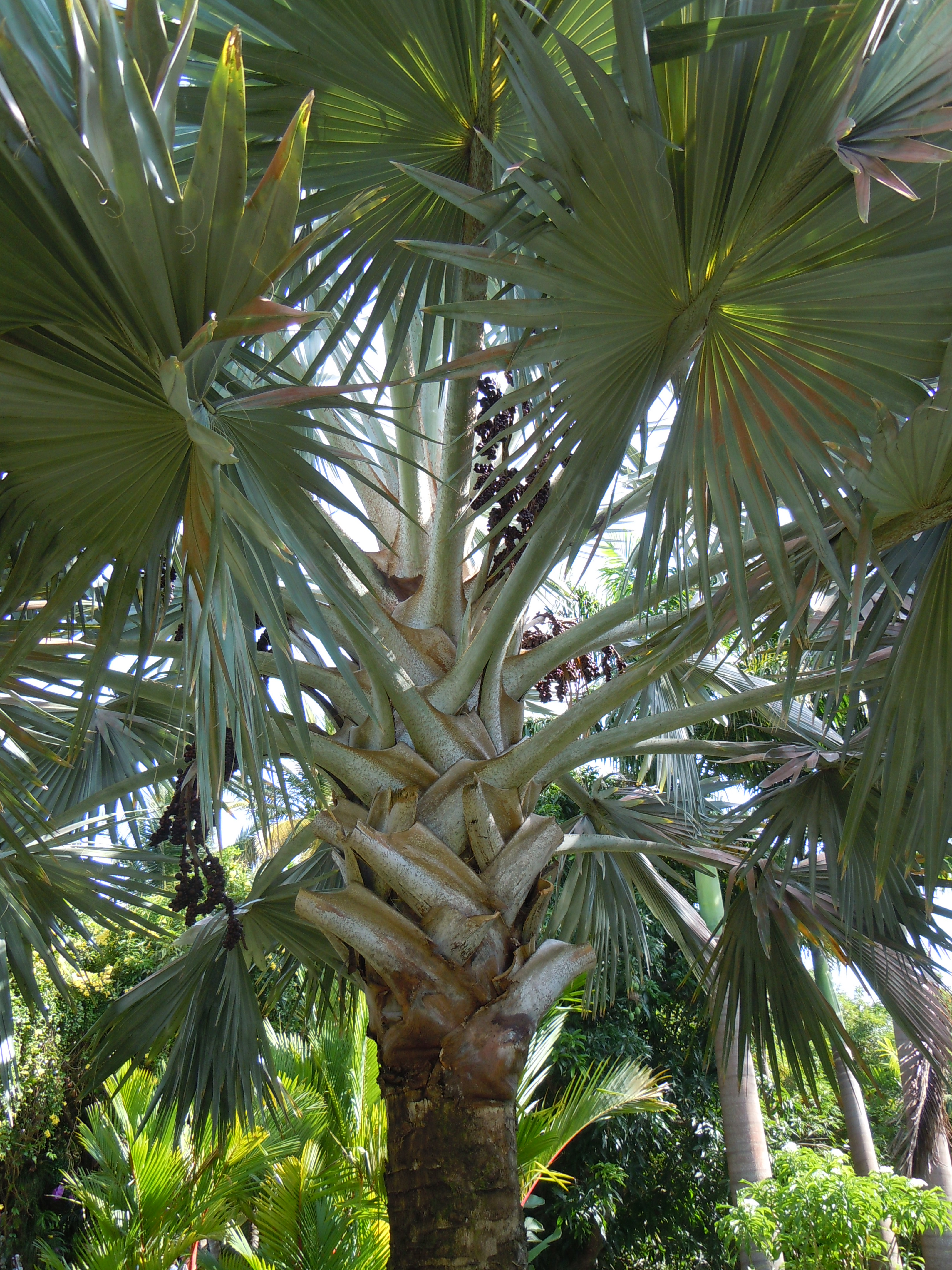
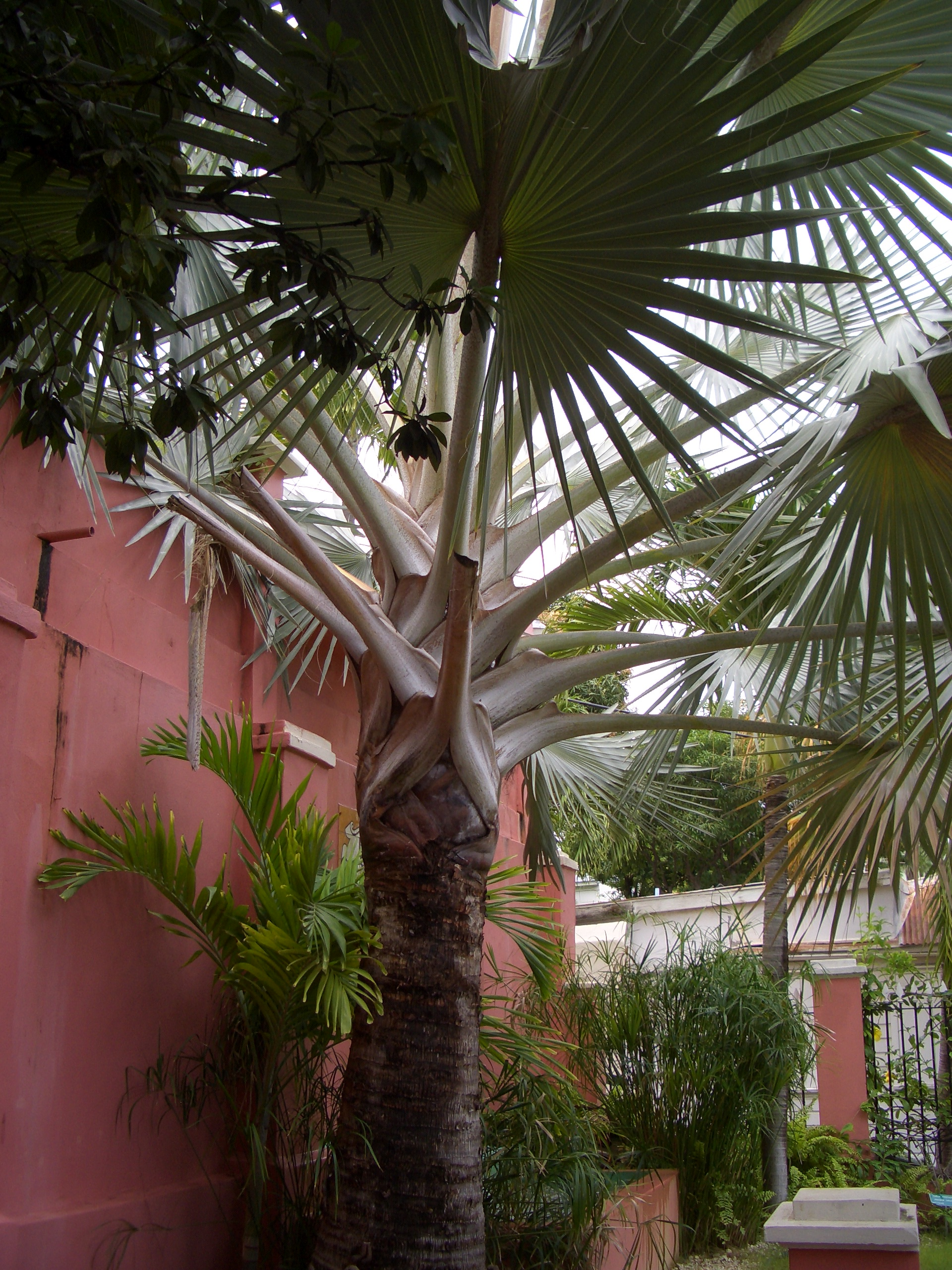